# Consciència artificial
La consciència artificial (AC), també coneguda com a consciència de màquina (MC), consciència sintètica o consciència digital, és la consciència que s'estima que és possible en la intel·ligència artificial. També és el camp d'estudi corresponent, que treu idees de la filosofia de la ment, la filosofia de la intel·ligència artificial, la ciència cognitiva i la neurociència. La mateixa terminologia es pot utilitzar amb el terme "sentiència" en lloc de "consciència" quan es designa específicament la consciència fenomènica (la capacitat de sentir qualia).
Alguns estudiosos creuen que la consciència es genera per la interoperació de diverses parts del cervell; aquests mecanismes s'anomenen els correlats neuronals de la consciència o NCC. Alguns creuen, a més, que la construcció d'un sistema (per exemple, un sistema informàtic) que pugui emular aquesta interoperació NCC donaria lloc a un sistema conscient.

## Concepcions filosòfiques
Com que hi ha molts tipus de consciència hipotetitzats, hi ha moltes implementacions potencials de la consciència artificial. A la literatura filosòfica, potser la taxonomia més comuna de la consciència és la de les variants "d'accés" i "fenomènica". La consciència d'accés es refereix a aquells aspectes de l'experiència que es poden captar, mentre que la consciència fenomènica es refereix a aquells aspectes de l'experiència que aparentment no es poden captar, sinó que es caracteritza qualitativament en termes de "sensació crua", "com és" o qualia.

### Debat de plausibilitat
Els defensors de la identitat de tipus, així com altres escèptics, creuen que la consciència només es pot fer en sistemes físics particulars. Això seria així perquè la consciència té propietats que depenen necessàriament de la constitució física.
El científic de computació Giorgio Buttazzo va afirmar que una objecció comuna a la consciència artificial és que "treballant en una manera completament automatitzada, els ordinadors no poden exhibir creativitat, reprogramació (que significa que ja no poden ser reprogramades, en pensar de nou), emocions o lliure albir. Un ordinador, com una rentadora, és una esclava operada pels seus components."
Per a altres teòrics (com per exemple els funcionalistes), que defineixen els estats mentals en termes de rols causals, qualsevol sistema que pugui instanciar el mateix patró de rols causals, independentment de la seva constitució física, instanciarà els mateixos estats mentals, inclosa la consciència.

### Argument de Fonamentació Computacional
Un dels arguments més explícits sobre la plausibilitat de la consciència artificial prové de David Chalmers. La seva proposta es basa en creure que els tipus adequats de computacions són suficients per tenir una ment conscient. Chalmers proposa que un sistema implementa una computació si "l'estructura causal del sistema reflecteix l'estructura formal de la computació", i que qualsevol sistema que implementi certes computacions és conscient.
La part més controvertida de la proposta de Chalmers és que les propietats mentals són “invariants organitzatives”. Les propietats mentals són de dos tipus: psicològiques i fenomenològiques. Les propietats psicològiques, com la creença i la percepció, són aquelles que estan “caracteritzades pel seu rol causal”. Ajudat per treballs anteriors,1617, ell diu que "els sistemes amb la mateixa topologia causal... compartiran les seves propietats psicològiques".
Les propietats fenomenològiques, a diferència de les propietats psicològiques, no són definibles en termes dels rols causals. Establir que les propietats fenomenològiques són una conseqüència duna topologia causal, per tant, requereix arguments. Chalmers presenta el seu Argument de les Qualitats Dansants amb aquest propòsit.
Chalmers comença assumint que el principi d'invariància organitzativa és fals: que els agents amb organitzacions causals idèntiques podrien tenir experiències diferents. Després, ens demana que concebem canviar un agent a l'altre mitjançant el reemplaçament de parts (per exemple, parts neuronals reemplaçades per silici) mentre es preserva la seva organització causal. L'experiència de l'agent en transformació canviaria (a mesura que les parts fossin reemplaçades), però no hi hauria canvi a la topologia causal i, per tant, cap mitjà pel qual l'agent pogués "notar" el canvi a l'experiència; Chalmers considera que aquesta situació és un improbable reducte ad absurdum que estableix que el seu principi d'invariància organitzativa gairebé amb certesa ha de ser cert.

### Controvèrsies
El 2022, l'enginyer de Google, Blake Lemoine, va fer una afirmació viral que el chatbot de Google, LaMDA, n'era conscient. Lemoine va proporcionar com a evidència les respostes humanes del chatbot a moltes de les seves preguntes; no obstant això, la comunitat científica va considerar que el comportament del chatbot era probablement una conseqüència de la imitació, en lloc de la consciència de la màquina. L'afirmació de Lemoine va ser àmpliament ridiculitzada per ser ridícula. El filòsof Nick Bostrom va dir que creu que LaMDA probablement no és conscient, però va preguntar "quins fonaments tindria una persona per estar-ne segur?" Un hauria de tenir accés a informació no publicada sobre l'arquitectura de LaMDA, i també hauria de comprendre com funciona la consciència, i després descobrir com mapejar la filosofia a la màquina: "(En absència d'aquests passos), sembla que un hauria d'estar potser una mica incert... hi podria haver altres sistemes ara, o en el futur relativament proper, que començarien a satisfer els criteris."

### Proves
El mètode més conegut per provar la intel·ligència de la màquina és la Prova de Turing. Però quan només s'interpreta com a observacional, aquesta prova contradiu els principis de la filosofia de la ciència de dependència de la teoria de les observacions. També s'ha suggerit que cal prendre seriosament la recomanació d'Alan Turing d'imitar no una consciència humana adulta, sinó una consciència humana infantil.
Les qualitats, o consciència fenomenològica, són un fenomen intrínsecament de primera persona. Tot i que diversos sistemes poden mostrar diversos signes de comportament correlacionats amb la consciència funcional, no hi ha una forma concebible en què les proves de tercera persona puguin tenir accés a característiques fenomenològiques de primera persona. A causa d'això, i perquè no hi ha una definició empírica de la consciència, una prova de la presència de la consciència en AC pot ser impossible.
El 2014, Victor Argonov va suggerir una prova no basada en la prova de Turing per a la consciència de la màquina, basada en la capacitat de la màquina per produir judicis filosòfics. Argumenta que una màquina determinista ha de considerar-se conscient si és capaç de produir judicis sobre totes les propietats problemàtiques de la consciència (com els qualia o l'enllaç) sense tenir cap coneixement filosòfic innat (precarregat) sobre aquests temes, sense discussions filosòfiques durant l'aprenentatge, i sense models informatius d'altres criatures a la memòria (aquests models poden contenir implícitament o explícitament coneixements sobre la consciència d'aquestes criatures). Tot i això, aquesta prova només es pot utilitzar per detectar, però no per refutar, l'existència de la consciència. Un resultat positiu demostra que la màquina és conscient, però un resultat negatiu no prova res. Per exemple, l'absència de judicis filosòfics pot ser degut a la manca d'intel·lecte de la màquina, no pas a l'absència de consciència.

### Ètica
Si se sospités que una màquina en particular és conscient, els seus drets serien una qüestió ètica que caldria avaluar (per exemple, quins drets tindria sota la llei). Per exemple, un ordinador conscient que fos propietat i utilitzada com a eina o ordinador central dun edifici de màquines més gran és una ambigüitat particular. S'haurien de fer lleis per a aquest cas? La consciència també requeriria una definició legal en aquest cas particular. Com que la consciència artificial continua sent en gran manera un tema teòric, aquestes qüestions ètiques no s'han discutit o desenvolupat en gran manera, encara que sovint ha estat un tema a la ficció.
El 2021, el filòsof alemany Thomas Metzinger va advocar per un moratori global sobre la fenomenologia sintètica fins al 2050. Metzinger sosté que els éssers humans tenen el deure de cuidar qualsevol IA conscient que creuen, i que avançar massa ràpid podria generar una "explosió de patiment" artificial".

## Propostes de recerca i implementació
Bernard Baars i altres argumenten que hi ha diversos aspectes de la consciència necessaris perquè una màquina sigui artificialment conscient. Les funcions de la consciència suggerides per Bernard Baars són: Definició i establiment de context, Adaptació i aprenentatge, edició, senyalització i depuració, reclutament i control, priorització i control d'accés, presa de decisions o funció executiva, funció de formació d'analogies, metacognitiva i autocontrol. Funció de supervisió, i Funció d'Autoprogramació i Automanteniment. Igor Aleksander va suggerir 12 principis per a la consciència artificial i aquests són: el cervell és una màquina d'estat, partició de neurones interiors, estats conscients i inconscients, aprenentatge perceptiu i memòria, predicció, consciència del jo, representació del significat, expressió d'aprenentatge, Aprendre llenguatge, voluntat, instint i emoció. L'objectiu d'AC és definir si i com es poden sintetitzar aquests i altres aspectes de la consciència en un artefacte dissenyat com un ordinador digital. Aquesta llista no és exhaustiva; n'hi ha molts altres no coberts.

#### Aspectes de la consciència
Bernard Baars i altres argumenten que hi ha diversos aspectes de la consciència necessaris perquè una màquina sigui conscient. i altres. Les funcions de la consciència suggerides per Bernard Baars són Definició i Configuració de Context, Adaptació i Aprenentatge, Edició, Senyalització i Depuració, Reclutament i Control, Priorització i Control d'Accés, Presa de Decisions o Funció Executiva, Formació d'Analogies, Funció Metacognitiva i d'autocontrol, i funció d'autoprogramació i autogestió. Igor Aleksander va suggerir 12 principis per a la consciència artificial i aquests són: El cervell és una màquina d'estats, Particionament intern de neurones, Estats conscients i inconscients, Aprenentatge perceptual i memòria, Predicció, Consciència de si mateix, Representació de significat, Aprenentatge de enunciats, Aprenentatge de llenguatge, Voluntat, Instint i Emoció. L'objectiu de l'AC és definir si i com aquests i altres aspectes de la consciència es poden sintetitzar en un artefacte dissenyat com un ordinador digital. Aquesta llista no és exhaustiva; hi ha molts altres aspectes no coberts.

#### Consciència
La consciència podria ser un aspecte necessari, però hi ha molts problemes amb la definició exacta de la consciència. Els resultats dels experiments de neuroescaneig en micos suggereixen que un procés, no només un estat o objecte, activa les neurones. La consciència inclou crear i provar models alternatius de cada procés basat en la informació rebuda a través dels sentits o imaginada, i també és útil per fer prediccions. Aquest modelatge requereix molta flexibilitat. La creació del model inclou modelar el món físic, modelar els propis estats i processos interns, i modelar altres entitats conscients.
Hi ha almenys tres tipus de consciència: consciència d'agència, consciència d'objectius i consciència sensoriomotora, que també poden ser conscients o no. Per exemple, a la consciència d'agència, pots ser conscient que vas fer una certa acció ahir, però ara no n'ets conscient. En la consciència d'objectius, pots ser conscient que has de buscar un objecte perdut, però ara no n'ets conscient. En la consciència sensoriomotora, pots ser conscient que la teva mà està recolzada en un objecte, però ara no n'ets conscient.
Com que els objectes de la consciència són freqüentment conscients, la distinció entre consciència i consciència sovint està borrosa o s'utilitzen com a sinònims.28

#### Memòria
Els esdeveniments conscients interactuen amb els sistemes de memòria en l'aprenentatge, l'assaig i la recuperació. El model IDA dilucida el paper de la consciència en l'actualització de la memòria perceptiva, la memòria episòdica transitòria i la memòria procedimental. Els records episòdics i declaratius transitoris han distribuït representacions en IDA, hi ha evidència que també és així en el sistema nerviós. A IDA, aquestes dues memòries s'implementen computacionalment mitjançant una versió modificada de l'arquitectura de memòria distribuïda dispersa de Kanerva.

#### Aprenentatge
L'aprenentatge també es considera necessari per a la consciència artificial. Per Bernard Baars, es necessita experiència conscient per representar i adaptar-se a esdeveniments nous i significatius. Per Axel Cleeremans i Luis Jiménez, l'aprenentatge es defineix com "un conjunt de filogenèticament [ processos d'adaptació avançats que depenen críticament d'una sensibilitat evolucionada a l'experiència subjectiva per permetre als agents permetre un control flexible sobre les seves accions en entorns complexos i impredictibles".

#### Anticipació
La capacitat de predir (o anticipar) esdeveniments previsibles es considera important per a la intel·ligència artificial segons Igor Aleksander. El principi emergentista de múltiples esborranys proposat per Daniel Dennett a Consciousness Explained pot ser útil per a la predicció: implica l'avaluació i selecció del "esborrany" més adequat per adaptar-se a l'entorn actual. L'anticipació inclou la predicció de les conseqüències de les pròpies accions proposades i la predicció de les conseqüències de les accions probables d'altres entitats.
Les relacions entre estats del món real es reflecteixen en l'estructura d'estat d'un organisme conscient, cosa que permet a l'organisme predir esdeveniments.35 Una màquina artificialment conscient hauria de poder anticipar esdeveniments correctament per estar preparada per respondre-hi quan passin o prendre accions preventives per evitar esdeveniments anticipats. La implicació aquí és que la màquina necessita components flexibles i en temps real que construeixin models espacials, dinàmics, estadístics, funcionals i causa-efecte del món real i dels mons predits, cosa que li permetrà demostrar que posseeix consciència artificial en el present i en el futur, i no només en el passat. Per aconseguir això, una màquina conscient hauria de fer prediccions coherents i plans de contingència, no només en mons amb regles fixes com un tauler d'escacs, sinó també per a entorns nous que poden canviar, i executar-los només quan sigui apropiat per simular i controlar el món real.

#### Experiència subjectiva
Les experiències subjectives o qualia es consideren àmpliament com el problema difícil de la consciència. De fet, es considera que planteja un desafiament per al fisicalisme, i encara menys el computacionalisme.

### Rol de les arquitectures cognitives
El terme “arquitectura cognitiva” pot referir-se a una teoria sobre l'estructura de la ment humana, oa qualsevol porció o funció de la mateixa, inclosa la consciència. En un altre context, una arquitectura cognitiva utilitza ordinadors per instanciar lestructura abstracta. Un exemple és QuBIC: Quantum and Bio-inspired Cognitive Architecture for Machine Consciousness. Un dels objectius principals d'una arquitectura cognitiva és resumir els diversos resultats de la psicologia cognitiva en un model informàtic integral. Tot i això, els resultats han d'estar en una forma formalitzada perquè puguin ser la base d'un programa informàtic. A més, el paper de l'arquitectura cognitiva és perquè la IA estructuri clarament, construeixi i implementi el procés de pensament.

### Propostes simbòliques o híbrides

#### Franklin's Intelligent Distribution Agent
Stan Franklin (1995, 2003) defineix un agent autònom com a posseïdor de consciència funcional quan és capaç de diverses de les funcions de la consciència identificades per la Teoria de l'Espai Global de Bernard Baars. La seva creació, l'agent IDA (Intelligent Distribution Agent), és una implementació de programari de GWT que la converteix en conscient funcionalment per definició. La tasca d'IDA és negociar noves assignacions per a mariners a la Marina dels Estats Units després que acaben el seu període de servei, aparellant les habilitats i preferències de cada individu amb les necessitats de la Marina. IDA interactua amb les bases de dades de la Marina i es comunica amb els mariners mitjançant un diàleg de correu electrònic en llenguatge natural, alhora que compleix un gran conjunt de polítiques de la Marina. El model computacional d'IDA es va desenvolupar durant 1996-2001 al Conscious Software Research Group de Stan Franklin a la Universitat de Memphis. "Consta d'aproximadament una cambra de milió de línies de codi Java, i consumeix gairebé per complet els recursos d'una estació de treball d'alta gamma de 2001." Es basa en gran manera en codelets, que són "agents especials independents i relativament independents, implementats típicament com una petita peça de codi que s'executa com un fil separat." En l'arquitectura descendent d'IDA, les funcions cognitives d'alt nivell estan modelades explícitament. els seus molts comportaments similars als humans. Això malgrat veure diversos detallistes de la Marina dels Estats Units assentint repetidament i dient 'Sí, així és com ho faig' mentre observen les accions internes i externes d'IDA mentre realitza la seva tasca" . IDA s'ha estès a LIDA (Learning Intelligent Distribution Agent).

#### CLARION de Ron Sun
L'arquitectura cognitiva CLARION postula una representació a dos nivells que explica la distinció entre processos mentals conscients i inconscients.
CLARION ha tingut èxit a explicar una varietat de dades psicològiques. S'han simulat una sèrie de tasques d'aprenentatge d'habilitats ben conegudes utilitzant CLARION que abasten des de les habilitats reactives simples fins a les habilitats cognitives complexes. Les tasques inclouen tasques de temps de reacció serial (SRT), tasques d'aprenentatge de gramàtica artificial (AGL), tasques de control de processos (PC), tasca d'inferència categòrica (CI), tasca d'aritmètica alfabètica (AA) i la tasca de la Torre de Hanoi (TOH). Entre aquestes, SRT, AGL i PC són tasques típiques d'aprenentatge implícit, molt rellevants per a la qüestió de la consciència, ja que operacionalitzen la noció de consciència en el context d'experiments psicològics .

#### OpenCog de Ben Goertzel
Ben Goertzel està desenvolupant una IA generalitzada (AGI) mitjançant el projecte de codi obert OpenCog. El codi actual inclou mascotes virtuals encarnades capaces d'aprendre ordres senzilles en anglès, així com la integració amb robòtica del món real, que s'està duent a terme a la Universitat Politècnica de Hong Kong.

### Propostes connexionistes

#### Arquitectura cognitiva de Haikonen
Pentti Haikonen considera que la computació clàssica basada en regles no és adequada per aconseguir la consciència artificial: "el cervell definitivament no és un ordinador. Pensar no és executar cadenes d'ordres programades. El cervell tampoc és una calculadora numèrica. No pensem en números" . En lloc d'intentar assolir la ment i la consciència identificant i implementant les seves regles computacionals subjacents, Haikonen proposa "una arquitectura cognitiva especial per reproduir els processos de percepció, imaginació interna, parla interna, dolor, plaer, emocions i les funcions cognitives darrere d'ells" . Aquesta arquitectura de baix a dalt produiria funcions de nivell superior mitjançant el poder de les unitats de processament elementals, les neurones artificials, sense algorismes ni programes d'ordinador”. Haikonen creu que, quan s'implementa amb prou complexitat, aquesta arquitectura desenvoluparà consciència, que considera com "un estil i forma d'operació, caracteritzat per una representació de senyals distribuïts, un procés de percepció, informes intermodals i disponibilitat per a la retrospecció". Haikonen no està només en aquesta visió processal de la consciència, o en la visió que la consciència artificial sorgirà espontàniament en agent autònoms que tinguin una arquitectura adequada de neuro-inspiració i complexitat; aquestes idees són compartides per molts altres. Es va informar que una implementació de baixa complexitat de l'arquitectura proposada per Haikonen no era capaç de la consciència artificial, però sí que mostrava emocions segons el que s'esperava. Haikonen posteriorment va actualitzar i resumir la seva arquitectura.

#### Arquitectura cognitiva de Shanahan
Murray Shanahan descriu una arquitectura cognitiva que combina la idea d'un espai global de treball de Baars amb un mecanisme de simulació interna ("imaginació").

#### Investigació d'autoconsciència de Takeno
Junichi Takeno està investigant l'autoconsciència en robots a la Universitat de Meji al Japó. Takeno afirma que ha desenvolupat un robot capaç de discriminar entre una imatge de si mateix en un mirall i qualsevol altre objecte que hi tingui una imatge idèntica. Takeno proposa la Teoria del Cos Propi, que afirma que "els humans senten que la seva pròpia imatge al mirall està més a prop d'ells mateixos que una part real d'ells mateixos". El punt més important en el desenvolupament de la consciència artificial o en la clarificació de la consciència humana és el desenvolupament d'una funció d'autoconsciència, i ell afirma que ha demostrat evidència física i matemàtica per a això en la seva tesi. També va demostrar que els robots poden estudiar episodis a la memòria on s'estimulen les emocions i utilitzar aquesta experiència per prendre accions predictives per evitar la recurrència d'emocions desagradables (Torigoe, Takeno 2009).

#### La ment impossible d'Aleksander
Igor Aleksander, professor emèrit d'Enginyeria de Sistemes Neurals a l'Imperial College, ha investigat extensament les xarxes neuronals artificials i va escriure al seu llibre de 1996 Impossible Minds: My Neurons, My Consciousness que els principis per crear una màquina conscient ja existeixen, però que prendria quaranta anys entrenar una màquina d'aquest tipus per entendre el llenguatge. Si això és cert encara està per demostrar-se, i el principi bàsic establert a Impossible Minds - que el cervell és una màquina d'estats finits - és qüestionable.

#### Paradigma de la Màquina de Creativitat de Thaler
Stephen Thaler va proposar una possible connexió entre la consciència i la creativitat en la seva patent de 1994, anomenada "Dispositiu per a la Generació Autònoma d'Informació Útil" (DAGUI), o l'anomenada "Màquina de Creativitat", a la que els crítics computacionals governen la injecció de soroll i degradació sinàptica en xarxes neuronals per induir falsos records o fabulacions que poden qualificar com a idees o estratègies potencials. Thaler recluta aquesta arquitectura neural i metodologia per explicar la sensació subjectiva de la consciència, afirmant que assemblatges neuronals impulsats per soroll similar dins del cervell inventen un significat dubtós per a l'activitat cortical global. La teoria de Thaler i les patents resultants en la consciència de màquines van ser inspirades per experiments en què ell va interrompre internament xarxes neuronals entrenades per generar una successió de patrons d'activació neuronal que va comparar amb un flux de consciència.

#### Esquema d'atenció de Michael Graziano
El 2011, Michael Graziano i Sabine Kastler van publicar un article titulat "Human consciousness and its relationship to social neuroscience: A novel hypothesis" proposant una teoria de la consciència com un esquema d'atenció. Graziano va continuar amb una discussió ampliada d'aquesta teoria a el seu llibre "Consciousness and the Social Brain". Aquesta Teoria de l'Esquema d'Atenció de la Consciència, com ell la va anomenar, proposa que el cervell rastreja l'atenció a diverses entrades sensorials mitjançant un esquema d'atenció, anàleg al bé estudiat esquema corporal que rastreja el lloc espacial del cos d'una persona. Això es relaciona amb la consciència artificial en proposar un mecanisme específic de maneig d'informació, que produeix allò que presumptament experimentem i descrivim com a consciència, i que hauria de poder ser duplicat per una màquina utilitzant la tecnologia actual. Quan el cervell determina que la persona X és conscient de la cosa Y, està modelant l'estat en què la persona X aplica una millora de l'atenció a Y. En la teoria de l'esquema d'atenció, el mateix procés es pot aplicar a un mateix. El cervell rastreja latenció a diverses entrades sensorials, i la consciència pròpia és un model esquematitzat de la pròpia atenció. Graziano proposa ubicacions específiques al cervell per a aquest procés i suggereix que aquesta consciència és una característica calculada construïda per un sistema expert en el cervell.

### "Auto-modelat"
Hod Lipson defineix l'automodelat com un component necessari de l'autoconsciència o consciència en els robots. "Auto-modelat" consisteix que un robot executi un model intern o simulació de si mateix.